# Мальок

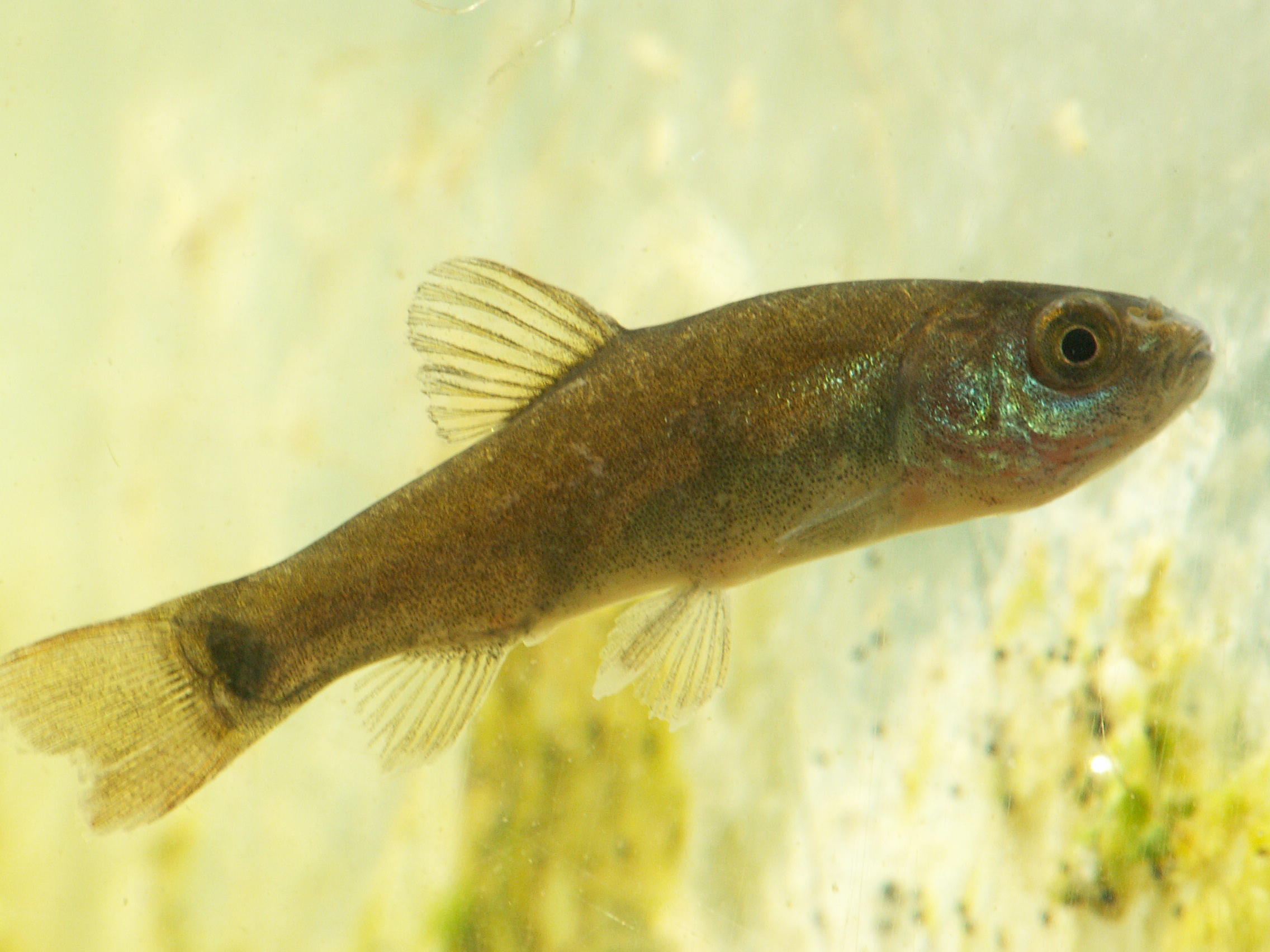
Мальок лина

Мальо́к — це маленька риба, яка ще не сформувалась повністю в дорослу особу, але вже є самостійним організмом. Мальки різних видів риб часто бувають схожі між собою (малий розмір, прогониста форма, відсутність пігментації тощо) та не схожі на дорослих риб свого виду.
З ікри вилуплюється личинка, а коли в неї розсмоктується жовточний мішок, вона стає мальком. Живородні риби одразу народжують мальків.
Назва «мальок» застосовується лише до молоді риб. Рибоподібних личинок земноводних прийнято називати пуголовками. Незважаючи на рибоподібну форму тіла та водний спосіб життя, китоподібні, сиренові та ластоногі не є рибами — відповідно, молодь цих тварин мальками не вважається. Малята таких ссавців (наприклад, дитинча кита) уміють пересуватись поряд зі своїми батьками через годину після пологів. На відміну від мальків риб, малята ссавців не мають зябер і дихають повітрям, використовуючи легені, а також на початках живляться материнським молоком.